# تپه میلاب
تپه میلاب مربوط به عصر مس - عصر آهن - دوره اشکانیان - دوره ساسانیان - سده‌های اولیه دوران‌های تاریخی پس از اسلام است و در شهرستان نهاوند، بخش مرکزی، دهستان گاماسیاب، ۱ کیلومتری شرق روستای میلاب، ۲ کیلومتری شرق حاجی‌آباد مخروبه واقع شده و این اثر در تاریخ ۲۵ آبان ۱۳۸۷ با شمارهٔ ثبت ۲۳۷۴۰ به‌عنوان یکی از آثار ملی ایران به ثبت رسیده است.